# Clarion Hotel and Casino
El Clarion Hotel and Casino (anteriormente el Greek Isles Hotel & Casino) es un hotel de 202 habitaciones y un casino de 7,000 pies cuadrados localizado en Paradise, Nevada. Un hotel/casino con un tema mediterráneo, El Greek Isles (islas griegas en español) está localizado a una cuadra del Strip de Las Vegas.

## Historia
En 1993 Debbie Reynolds adquirió la propiedad y agregó el museo Hollywood Movie Museum.
En 1999 el hotel fue vendido a World Wrestling Federation.
El nombre del hotel fue cambiado a Clarion Hotel and Casino en abril de 2010.